# Bahnhof Gevelsberg West
Der Bahnhof Gevelsberg West liegt im äußersten Westen der nordrhein-westfälischen Stadt Gevelsberg. Der frühere Kreuzungsbahnhof hat seit der Einstellung des Personenverkehrs auf den Streckenästen nach Wuppertal-Wichlinghausen (1971, Stilllegung 2006) und nach Witten-Höhe (1979, Stilllegung 1983) stark an Bedeutung für den Personenverkehr verloren. Seit 1988 wird er nur noch von der S-Bahn Rhein-Ruhr bedient.
Gevelsberg West ist der einzige verbliebene Bahnhof (im Sinne der EBO) mit Personenverkehr auf Gevelsberger Stadtgebiet. Alle anderen S-Bahn-Stationen – den Hauptbahnhof eingeschlossen – gelten betrieblich als Haltepunkte.

## Beschreibung
Der Bahnhof wurde 1934 zusammen mit der Strecke Witten–Schwelm als Umsteigebahnhof zur Rheinischen Strecke in Betrieb genommen. Ursprünglich gehörten zum Bahnhof auch zwei Stellwerke, die jedoch 1987 abgetragen wurden. Das ehemalige Empfangsgebäude aus dem Jahr 1929 ist erhalten und steht seit 1988 unter Denkmalschutz.
Die ehemals umfangreichen Bahnanlagen bestehen heute nur noch aus einem Mittelbahnsteig und drei Gleisen, davon zwei am Bahnsteig. Da dieser nur über Treppen erreicht werden kann, ist er trotz seiner Kantenhöhe von 76 cm nicht barrierefrei.
Das Überwerfungsbauwerk der Strecke nach Witten am Ostende des Bahnhofs ist heute (2020) noch vorhanden.
Der Bahnhof liegt heute in einem Gewerbegebiet weitab von der Innenstadt und anderen besucherstarken Zielen. Da er auch seine anfängliche Funktion als Kreuzungsbahnhof eingebüßt hat, ist er im Personenverkehr verglichen mit den anderen Gevelsberger S-Bahn-Stationen eher unattraktiv. Auch ein direkter Anschluss an das Busnetz der Verkehrsgesellschaft Ennepe-Ruhr besteht nicht, zur nächsten Haltestelle (Frielinghausen) müssen etwa 450 m Fußweg zurückgelegt werden.

## Personenverkehr
| Linie | Verlauf | Takt   |
| ----- | --- | ------ |
| S 8   | Hagen Hbf – HA-Wehringhausen – HA-Heubing – HA-Westerbauer – Gevelsberg-Knapp – Gevelsberg Hbf – Gevelsberg-Kipp – Gevelsberg West – Schwelm – Schwelm West – W-Langerfeld – W-Oberbarmen – W-Barmen – W-Unterbarmen – Wuppertal Hbf – W-Steinbeck – W-Zoologischer Garten – W-Sonnborn – W-Vohwinkel – Haan-Gruiten – Hochdahl-Millrath – Hochdahl – Erkrath – D-Gerresheim – D-Flingern – Düsseldorf Hbf – D-Friedrichstadt – D-Bilk – D-Völklinger Straße – D-Hamm – NE Rheinpark-Center – NE Am Kaiser – Neuss Hbf – Büttgen – Kleinenbroich – Korschenbroich – MG-Lürrip – Mönchengladbach Hbf Stand: Fahrplanwechsel Dezember 2023                                | 60 min |
| S 9   | Recklinghausen Hbf – Herten (Westf) – Gladbeck West – Bottrop-Boy – Bottrop Hbf – E-Dellwig Ost – E-Gerschede – E-Borbeck – E-Borbeck Süd – Essen West – Essen Hbf – E-Steele – E-Überruhr – E-Holthausen – E-Kupferdreh – Velbert-Nierenhof – Velbert-Langenberg – Velbert-Neviges – Velbert-Rosenhügel – Wülfrath-Aprath – W-Vohwinkel – W-Sonnborn – W-Zoologischer Garten – W-Steinbeck – Wuppertal Hbf – W-Unterbarmen – W-Barmen – W-Oberbarmen – W-Langerfeld – Schwelm West – Schwelm – Gevelsberg West – Gevelsberg-Kipp – Gevelsberg Hbf – Gevelsberg-Knapp – HA-Westerbauer – HA-Heubing – HA-Wehringhausen – Hagen Hbf Stand: Fahrplanwechsel Dezember 2023 | 60 min |